# Giovanni Battista Bononcini

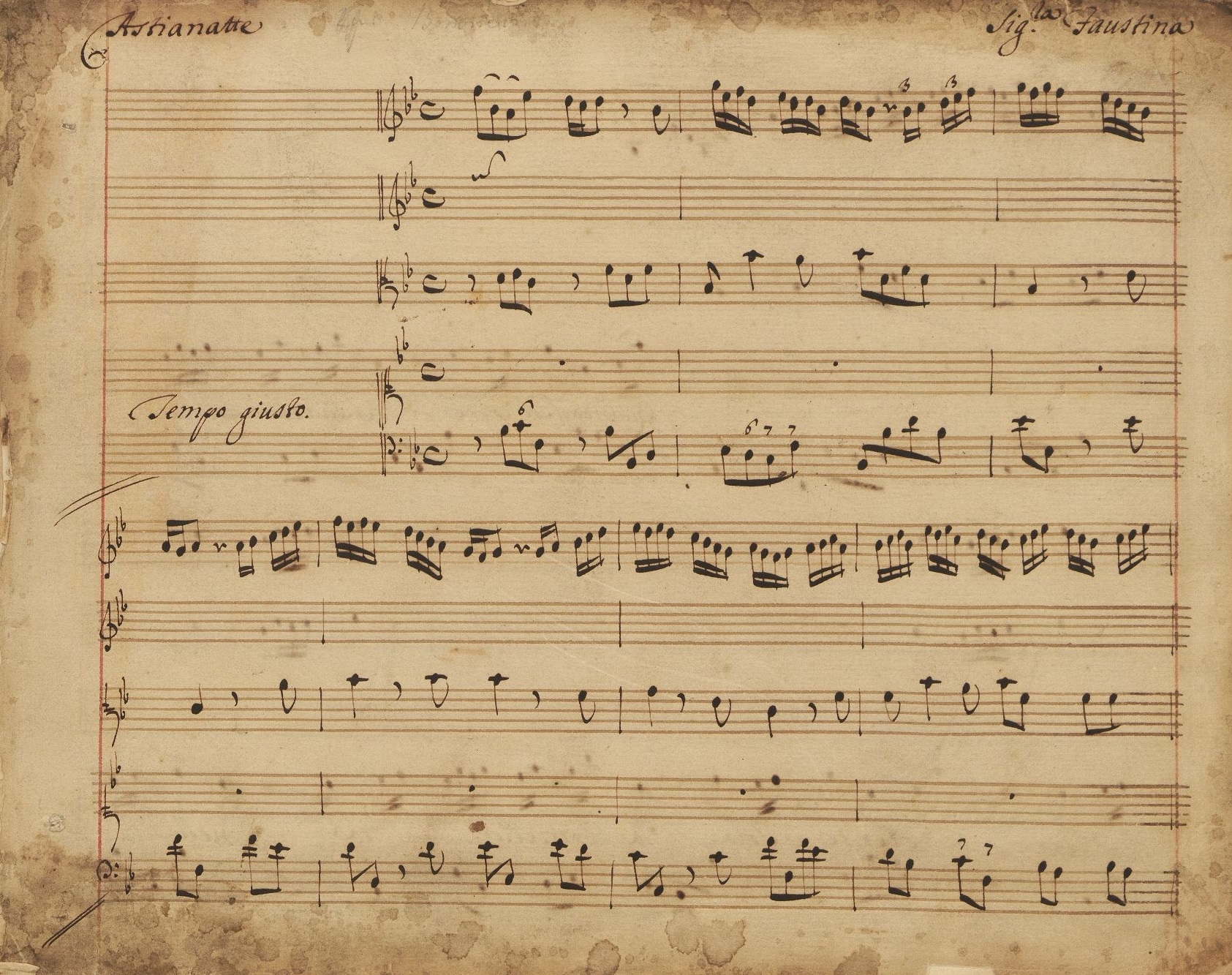
Astianatte, ok. 1727

Giovanni Battista Bononcini (ur. 18 lipca 1670 w Modenie, zm. 9 lipca 1747 w Wiedniu) – włoski kompozytor późnego baroku.
Pochodził z muzycznej rodziny Bononcinich. Jego ojciec, Giovanni Maria Bononcini, był skrzypkiem i kompozytorem. Jego młodszy brat, Antonio Maria Bononcini, także był kompozytorem.

## Życiorys
Bononcini młodszy urodził się w Modenie. 
Jego dzieła to przede wszystkim opery, msze i marsz żałobny (Funeral anthem for the Duke of Marlborough). Jedną z jego oper był Xerse (Kserkses), zaadaptowany potem przez Georga Friedricha Händla. Bononcini grał na wiolonczeli i opublikował w 1685 roku pierwszy zbiór utworów na ten instrument (Bolonia). 
Bononcini był w latach 1687-1691 kapelmistrzem w kościele San Giovanni in Monte w Bolonii. Następnie jego kariera wiodła przez: Mediolan, Rzym, Wiedeń, Berlin i od 1720 do 1732 Londyn, gdzie konkurował z Händlem. Wspólnie z nim i Filippem Amadeim skomponował operę pasticcio Mucjusz Scaevola, wystawioną w Royal Opera House w 1721 roku. 
Oskarżono go o plagiaty muzyczne i dowiedziono mu winy, z tego więc powodu opuścił Londyn. Zmarł w Wiedniu w biedzie.

## Dzieła

### Opery
- Il trionfo di Camilla (1696)
- Astarto (1720)
- L'odio e l'amore (1721)
- Muzio Scevola – akt II (1721)
- Griselda (1722)
- Erminia (1723)
- Astianatte (1727)

### Inne utwory
- Messe brevi (1688)
- Divertimenti da camera (1722)
- XII Sonate camerali (1732)
- Lidio, schernito amante (cantata)